# Хилокорусы
Хилокорусы (лат. Chilocorus) — род божьих коровок из подсемейства Chilocorinae.

## Описание
Усики восьми-сегментные. Передний край наличника с тонким бортиком. Бока переднеспинки сильно вытянуты по направлению вперёд и лежат поперечно. Голени с треугольным выступом на наружной стороне. Бедренные линии не полные, образуют четверть окружности.

## Экология
Хищничают на диаспиновых щитовках (Signiphoridae). Сами являются пищей насекомоядных птиц.

## Систематика
В составе рода:
- Chilocorus bipustulatus (Linnaeus, 1758)
- Chilocorus braeti Weise, 1895
- Chilocorus cacti (Linnaeus, 1767)
- Chilocorus canariensis Crotch, 1874
- Chilocorus circumdatus (Gyllenhal in Schönherr, 1808)
- Chilocorus coelosimilis Kapur, 1967
- †Chilocorus foersteri Ukrainsky 2010[3]
  - недействительные имена: Chilocorus politus Förster 1891
- Chilocorus fraternus Le Conte 1860
- Chilocorus hauseri Weise, 1895
- Chilocorus hexacyclus Smith, 1959
- Chilocorus infernalis Mulsant, 1853
- †Chilocorus inflatus Förster 1891[3]
- Chilocorus inornatus[4]
- Chilocorus kuwanae Silvestri, 1909
- Chilocorus matsumurai Miyatake, 1985
- Chilocorus melanophthalmus Mulsant, 1850
- Chilocorus melas Weise, 1898
- Chilocorus nigrita (Fabricius, 1798)
- Chilocorus nigritus (Fabricius 1798)
- Chilocorus orbus Casey 1899
- ?Chilocorus politus Mulsant, 1850
- Chilocorus renipustulatus (L.G. Scriba, 1791)
- Chilocorus rounddatus Gyllenhall in Schönherr, 1808
- Chilocorus rubidus Hope in Gray, 1831
- Chilocorus similis (Rossi, 1790)
- Chilocorus stigma (Say, 1835)
- Chilocorus subindicus Booth, 1998
- Chilocorus tricyclus (Smith, 1959)
- Chilocorus tumidus Leng 1908
- †Chilocorus ulkei Scudder 1900[3]